# 大島博光
大島 博光（おおしま はっこう、1910年11月18日 - 2006年1月9日）は、日本の詩人、フランス文学者、翻訳家。

## 生涯
長野県更級郡西寺尾村（現長野市）に生まれる。生家は農業、養蚕を営む自作小地主。1928年に旧制屋代中学（現長野県屋代高等学校）を一期生として卒業。芥川龍之介、ドストエフスキー、トルストイ、アナトール・フランスなどを耽読する。1929年、早稲田大学第二高等学院に入学。1931年、早稲田大学文学部フランス文学科に進学、1934年に卒業。卒業論文はアルチュール・ランボー論で、指導教授であった西條八十に師事し、1935年から1943年まで西条主宰の詩誌『蝋人形』の編纂にあたる。1939年、詩誌『新領土』に参加。翌1940年に最初の著書である詩論集『フランス近代詩の方向』を発表した。
1944年、郷里松代町に疎開。1946年、日本共産党に入党。1950年、東京都三鷹市下連雀に居を構える。
戦後、新しい詩の活動に参加し、ルイ・アラゴン、ポール・エリュアールらのフランスのレジスタンス運動の中で生まれた詩を多く紹介する。チリの詩人パブロ・ネルーダ、スペインの詩人アントニオ・マチャード、ラファエル・アルベルティ、ベトナムの詩人の詩なども翻訳し、紹介している。1962年の詩人会議グループの創立に参画し、壺井繁治たちとともに民主主義文学運動の詩の分野で活躍した。1965年の日本民主主義文学同盟の結成にも参加し、一時期は幹事もつとめた。
1970年代から1980年代にかけては、『ランボオ』『パリ・コミューンの詩人たち』『エリュアール』『ピカソ』『アラゴン』（いずれも新日本新書のシリーズで刊行された）などフランス文化・文学の入門書を多く執筆した。1985年に詩集「ひとを愛するものは」で多喜二・百合子賞を受賞。
2006年1月9日午前10時10分、肺炎のため東京都内の病院で死去。享年95歳。

## 著書
- 『フランス近代詩の方向』（山雅房） 1940
- 『アラゴンとエルザ - 抵抗と愛の讃歌』（東邦出版社） 1971
- 『パリ・コミューンの詩人たち』（新日本出版社） 1971
- 『愛と革命の詩人ネルーダ』（大月書店） 1974
- 『レジスタンスと詩人たち』（白石書店） 1981
- 『ピカソ』（新日本新書） 1986
- 『ランボオ』（新日本新書） 1987
- 『エリュアール』（新日本新書） 1988
- 『アラゴン』（新日本新書） 1990
- 『パブロ・ネルーダ』（新日本新書） 1996
- 『大島博光選集1 - 教えるとは希望を語ること』（文藝出版） 2007

### 詩集
- 『ひとを愛するものは』（新日本出版社） 1984
- 『大島博光全詩集』（青磁社） 1986
- 『冬の歌』（青樹社） 1991
- 『老いたるオルフェの歌』（宝文館出版） 1995

## 翻訳
- 『地獄の季節』（ランボオ、春陽堂文庫） 1938
- 『詩的体験』（ローラン・ド・ルネヴィル（フランス語版）、文明社） 1943
- 『ランボオ詩集』（蒼樹社） 1947
- 『エリュアール詩選』（緑書房） 1956
- 『ベトナム詩集』（飯塚書店） 1968
- 『サヌーの森 - ベトナム短編小説集』（新日本出版社、世界革命文学選） 1968
- 『ギュヴィック詩集』（飯塚書店） 1970
- 『ネルーダ詩集』（角川書店） 1972、のち角川文庫 1975
- 『ネルーダ最後の詩集 - チリ革命への賛歌』（新日本出版社） 1974
- 『フィ・カーン詩集 東海の潮』（日曜舎） 1997
- 『マチャード / アルベルティ詩集』（土曜美術社出版販売、世界現代詩文庫） 1997
- 『ゴーシュロン（フランス語版）詩集 不寝番』（光陽出版社） 2003

### ルイ・アラゴン
- 『フランスの起床ラッパ』（アラゴン、三一書房） 1951
- 『素晴らしき大地』（アラゴン、蒼樹社） 1951
- 『アラゴン詩集』（飯塚書店） 1969
- 『アラゴン詩集』（角川書店） 1973
- 『アラゴン選集』全3巻（共訳、飯塚書店） 1979

## 記念館
2008年7月、長野市松代町に大島博光記念館が開館した。